# Jogos da Lusofonia de 2017
Os Jogos da Lusofonia de 2017 seriam a quarta edição dos Jogos da Lusofonia, que contaria com a participação dos países membros e associados à ACOLOP. Em 2011, o governo de Moçambique ganhou os direitos de sediar o evento, a ser realizado na cidade de Maputo.
Entretanto, após problemas de organização, o governo moçambicano desistiu dos jogos, que terminaram por não ocorrer.

## Participantes
Participariam dos jogos os membros da ACOLOP até então:
- Angola
- Brasil
- Cabo Verde
- Guiné-Bissau
- Guiné Equatorial
- Índia (Goa, Damão e Diu)
- Sri Lanka
- Macau
- Moçambique
- Portugal
- São Tomé e Príncipe
- Timor-Leste